# Imperial Doom
Imperial Doom es el primer álbum realizado por la banda de death metal Monstrosity en 1992. El álbum fue grabado en los estudios Morrisound en Tampa, Florida. En este álbum se puede encontrar al vocalista George Corpsegrinder.
LISTA DE CANCIONES
1. "Imperial Doom"
2. "Definite Inquisition"
3. "Ceremonial Void"
4. "Immense Malignancy"
5. "Vicious Mental Thirst"
6. "Burden of Evil"
7. "Horror Infinity"
8. "Final Cremation"
9. "Darkest Dream".
MIEMBROS
George "Corpsegrinder" Fisher - Voz
Jason Goble - Guitarra
Jon Rubin - Guitarra
Mark Van Erp - Bajo
Lee Harrison - Batería
REFERENCIAS
http://www.metal-archives.com/release.php?id=2306
- Datos: Q1096655